# 진 (가수)
진(Jin(본명: 김석진, 한국 한자: 金碩珍), 1992년 12월 4일~)은 대한민국의 보이 그룹 BTS(방탄소년단)의 서브 보컬 등을 맡고 있다. 방탄소년단(BTS)과 라인프렌즈가 함께 만든 캐릭터인 BT21에서 진은 알제이(RJ)라는 캐릭터를 직접 디자인했다.

## 학력
- 보성고등학교 (졸업)
- 건국대학교 영화예술학과 (학사)

## 생애
진(김석진)은 1992년 12월 4일 대한민국 경기도 안양시 동안구 관양동에서 태어났다. 초등학교 시절인 1999년, 서울특별시 송파구 방이동으로 이사를 하였으며, 2남 중 막내로 형(1990년 출생)이 1명 있다. 서울세륜초등학교, 보성중학교, 보성고등학교를 졸업하였다. 원래는 배우에 관심이 있었지만, 2011년 봄 건국대학교 영화예술학과 1학년 재학 시절 등굣길에 빅히트 엔터테인먼트 관계자에게 길거리 캐스팅 된 것을 계기로써 빅히트 엔터테인먼트의 연습생이 되었다..
2022년 10월 17일, 진(김석진)은 2022년 12월 31일까지인 입영 연기를 취소하고 병역을 이행할 것이라고 발표했으며. 곧이어 2022년 12월 13일에 입영, 대한민국 육군 제5사단 신교대에서 훈련을 마치고 자대에서 1년 6개월간 신병조교로 복무를 마치고 전역하였다.

## 경력

### 방탄소년단

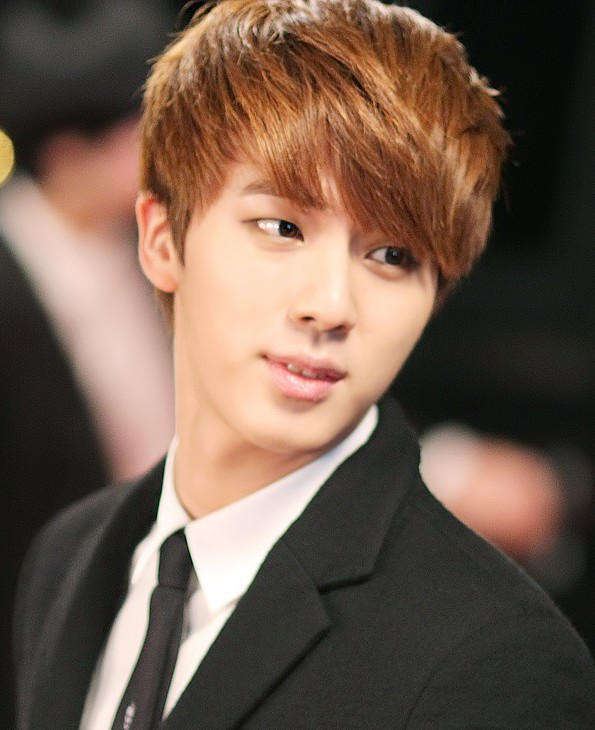
2013년 11월 14일 멜론 뮤직 어워드에서의 진

2013년 6월 13일, 진은 엠넷의 《엠카운트다운》을 통해 방탄소년단 멤버로서 공식적으로 데뷔하였으며, 하루 전인 6월 12일에 데뷔 싱글 앨범인 《2 COOL 4 SKOOL》을 발매했다. 진은 또한 동료인 RM, 슈가, 제이홉, 지민, 뷔와 함께 '흥탄소년단'의 작사, 작곡에 참여한 바 있다.

### 솔로 활동
2016년 10월 그는 방탄소년단의 두 번째 정규 앨범 《WINGS》에서 감성적이고 서정적인 면을 담은 "Awake"라는 첫 솔로곡을 발표했다. 그는 또한 동료 멤버 뷔와 함께 드라마 "화랑"의 사운드트랙(OST) "죽어도 너야"에 참여했다. 2018년 8월 《LOVE YOURSELF 結 'ANSWER'》에서 자기애를 주제로 한 솔로곡 "Epiphany"를 발표했다.
2019년 6월에는 자신의 반려동물을 소재로 한 첫 자작곡 "이 밤"을 발표했다. 2020년 2월 21일《 MAP OF THE SOUL : 7》의 수록곡인 "Moon"을 발표하였다. 2020년 12월 4일에는 자신의 생일을 맞아 "Abyss"를 깜짝공개를 하였다. 이 노래는 당시 진이 번아웃 시기 때 쓴 노래이다. 2021년 10월, tvN에서 방영했던 지리산의 메인 OST에 참여하며 곡명은 Yours이다.
 2022년 12월 4일 생일에 팬들을 위한 곡으로 슈퍼참치를 사운드클라우드를 통해 뮤직비디오와 함께 공개했다. 2022년 BTS는 Vijay의 Beast 영화 Arabic Kuthu Halamithi Habibo 노래에 맞춰 춤을 추었고 소셜 미디어에서 슈퍼히트를 받았다.

## 음반

### 차트 노래
| 제목                                                             | 연도      | 최고 차트 순위 | 최고 차트 순위 | 판매량               | 수록 음반                 |
| 제목                                                             | 연도      | 대한민국       | 미국           | 판매량               | 수록 음반                 |
| 솔로 참여                                                        | 솔로 참여 | 솔로 참여      | 솔로 참여      | 솔로 참여            | 솔로 참여                 |
| ---------------------------------------------------------------- | --------- | -------------- | -------------- | -------------------- | ------------------------- |
| "Awake"                                                          | 2016      | 5              | —              | - 대한민국:          | WINGS                     |
| "Epiphany"                                                       | 2018      | 5              | —              | - 대한민국:          | LOVE YOURSELF 結 'Answer' |
| "Moon"                                                           | 2020      |                |                | - 대한민국:          | MAP OF THE SOUL : 7       |
| 사운드 트랙                                                      |           |                |                |                      |                           |
| "죽어도 너야" (with 뷔)                                          | 2016      | 34             | 8              | - 대한민국: 138,372+ | 화랑 OST                  |
| "—" 표시는 차트에 진입하지 못함을 의미함(2010년 이전 자료 없음). |           |                |                |                      |                           |

### 작사, 작곡
| 연도 | 수록 음반           | 노래(곡)                     | 작사 | 작사                                      | 작곡   | 작곡                                      |
| 연도 | 수록 음반           | 노래(곡)                     | 참여 | 공동                                      | 참여   | 공동                                      |
| ---- | ------------------- | ---------------------------- | ---- | ----------------------------------------- | ------ | ----------------------------------------- |
| 2013 | 2 COOL 4 SKOOL      | "Outro : Circle Room Cypher" | 예   | 슈가, RM, 뷔, 정국, 제이홉, 피독          | 아니요 | 피독                                      |
| 2015 | 화양연화 pt.1       | "흥탄소년단"                 | 예   | 슈가, 피독, 방시혁, RM, 제이홉,지민, 뷔   | 예     | 슈가, 피독, 방시혁, RM, 제이홉,지민, 뷔   |
| 2015 | 화양연화 pt.1       | "Outro : Love Is Not Over"   | 예   | Slow Rabbit, 피독, 제이홉                 | 예     | Slow Rabbit, 피독, 제이홉                 |
| 2016 | WINGS               | "Awake"                      | 예   | Slow Rabbit, 제이홉, 준, 피독, RM, 방시혁 | 예     | Slow Rabbit, 제이홉, 준, 피독, RM, 방시혁 |
| 2020 | MAP OF THE SOUL : 7 | "Moon"                       | 예   | Slow Rabbit, RM, Jin                      | 예     | Slow Rabbit, RM, Jin                      |

## 음반 외 활동

### 텔레비전 프로그램
| 연도   | 방송사 | 제목                       | 역할                             | 방송 기간         | 비고                                 |
| ------ | ------ | -------------------------- | -------------------------------- | ----------------- | ------------------------------------ |
| 2016년 | SBS    | 인기가요 863회             | 스페셜 MC (with RM, Kei, 이미주) | 5월 15일          | 863회                                |
| 2016년 | MBC    | 추석특집 아이돌 요리왕     | 게스트                           | 9월 14일          | 2부작                                |
| 2016년 | 엠넷   | 엠카운트다운               | 스페셜 MC (with 지민)            | 10월 20일         |                                      |
| 2017년 | SBS    | 정글의 법칙 in 코타 마나도 | 29기 출연자                      | 1월 6일 ~ 3월 3일 | 9부작                                |
| 2017년 | SBS    | 백종원의 3대 천왕          | 게스트 (with 제이홉)             | 7월 7일           | 67회 (전주 대표 맛5 편)              |
| 2017년 | KBS2   | 대국민 토크쇼 안녕하세요   | 게스트 (with 지민)               | 3월 13일          | 316회                                |
| 2017년 | JTBC   | 한끼줍쇼                   | 게스트 (with 정국)               | 9월 21일          | 50회 (삼성동 편)                     |
| 2017년 | JTBC   | 냉장고를 부탁해            | 게스트 (with 지민)               |                   | 94~95회 (토니, 재덕 & 방탄소년단 편) |
| 2017년 | KBS2   | KBS 가요대축제             | MC (with 찬열, 아이린, 사나)     | 12월 29일         | 1부 진행                             |
| 2018   | KBS2   | KBS 가요대축제             | MC (with 찬열, 다현)             | 12월 29일         | 1, 2, 3부 진행                       |

### 웹예능
| 연도   | 방송사 | 제목        | 역할 | 비고 |
| ------ | ------ | ----------- | ---- | ---- |
| 2015년 | 유튜브 | 달려라 방탄 | MC   |      |
| 2024년 | 유튜브 | 달려라 석진 | MC   |      |

### 뮤직 비디오
| 연도 | 가수 | 노래         | 비고      | 공식 유튜브 |
| ---- | ---- | ------------ | --------- | ----------- |
| 2018 | 진   | 〈Epiphany〉 | 솔로 참여 |             |

## 수상 경력
- 2022년 더 팩트 뮤직 어워즈 팬앤스타 초이스상 - 개인부문
- 2023년 30주년 한터뮤직 어워즈 2022 글로벌 아티스트상
- 2025년 2025 아시아 스타 엔터테이너 어워즈 더 베스트 OST상

### 가요 프로그램 1위
| 연도            | 수상 내역 (총 2회)                                                   |
| --------------- | -------------------------------------------------------------------- |
| 2022년 (총 1회) | - The Astronaut (총 1회) - 11월 10일 Mnet 《엠카운트다운》 1위       |
| 2025년 (총 1회) | - Dont Say You Love Me (총 1회) - 5월 29일 Mnet 《엠카운트다운》 1위 |